# Luis Martínez Noval
Luis Martínez Noval (Infiesto, 3 de julio de 1948 - Oviedo, 30 de marzo de 2013) fue un político, economista y profesor universitario español. Ejerció como Ministro de Trabajo y Seguridad Social durante la IV Legislatura bajo la presidencia de Felipe González.

## Biografía
Nació en Infiesto, capital del concejo asturiano de Piloña. Estudió en el colegio de la Inmaculada, en Gijón, con la promoción de 1965, y posteriormente se licenció en Ciencias Económicas en la Universidad de Oviedo. En esta misma universidad sería luego profesor de Teoría Económica.

## Actividad política
Afiliado al PSOE, del cual fue Secretario General de la Federación Socialista Asturiana hasta el 2000, en las elecciones generales de 1982 fue elegido diputado al Congreso por Asturias, repitiendo escaño en las elecciones de 1986, de 1989, de 1993, de 1996 y 2000.
En la remodelación del gobierno de la IV Legislatura que Felipe González realizó el 2 de mayo de 1990, Luis Martínez Noval fue nombrado Ministro de Trabajo y Seguridad Social, cargo que desempeñó hasta el final de la legislatura. En 2001 fue nombrado consejero del Tribunal de Cuentas.